# Fritz Schedl
Fritz Schedl (eigentlich Friedrich Schedl; * 1902; Todesdatum unbekannt) war ein österreichischer Sprinter.
Bei den Olympischen Spielen 1924 in Paris schied er über 100 m im Vorlauf aus.
1922 wurde er Österreichischer Meister über 100 m. Seine persönliche Bestzeit über diese Distanz von 10,8 s stellte er am 6. August 1922 in Kopenhagen auf.